# HTP GmbH
Die HTP GmbH (Eigenschreibweise: htp) ist ein regionaler Telekommunikationsanbieter für Privat- und Geschäftskunden in Niedersachsen. Das Verbreitungsgebiet erstreckt sich über die Region Hannover, die Stadt Hildesheim, den Landkreis Hildesheim, den Landkreis Hameln-Pyrmont sowie die Städte Peine, Wolfenbüttel und Braunschweig. Der Sitz des Unternehmens ist in der niedersächsischen Landeshauptstadt Hannover.

## Geschichte
1996 entfiel durch das Telekommunikationsgesetz die Monopolstellung der Deutschen Telekom AG in der Telekommunikationsbranche. Daraufhin wurde HTP 1996 als Betreiber eines eigenen Netzes („alternative carrier“) von enercity, Üstra Hannoversche Verkehrsbetriebe, der Stadt Hannover und der Stadtsparkasse Hannover als Hannoversche Telekommunikations- und Netzgesellschaft mbH (HTN) in Hannover gegründet.
1998 erfolgte die Gründung der Tochtergesellschaft HTP für den Bereich Privatkunden. 2001 entstand durch die Fusion der HTN mit der HTP die HTP GmbH Hannover. 2002 übernahm HTP die Hildesheimer Telekommunikationsgesellschaft mbH (Hilcom), wodurch das Netz von einem örtlichen Anbieter hin zu einem regionalen Telekommunikationsdienstleister erweitert wurde.
2004 stieg der Regionalversorger EWE ein. Er übernahm die bisherigen Anteile von Sparkasse und ÜSTRA, die bis dato jeweils 25 % hielten.
Nachdem die VDSL-Technik in der Region Hannover ab 2010 eingeführt worden war, erfolgte 2013 im Rahmen der Kooperation mit enercity der Beginn des Glasfasernetzausbaus in Hannover. Seither wurde er auf das gesamte Verbreitungsgebiet des Unternehmens erweitert, beispielsweise 2011 in Mehrum, Equord, Clauen und Bierbergen. Für die Erweiterung des Glasfasernetzes kooperiert das Unternehmen mit anderen Unternehmen der Telekommunikationsbranche, zum Beispiel 2019 mit der Deutschen Glasfaser GmbH für den Glasfaseranschluss in der Wedemark.
Seit 2022 ist HTP Gesellschafter der Netzgesellschaft Braunschweiger-Land mbH, um den flächendeckenden Glasfaserausbau im Landkreis Wolfenbüttel durchzuführen. Dazu begannen 2023 Tiefbauarbeiten in Schladen, Börßum und Baddeckenstedt.

## Unternehmensstruktur und Unternehmensbereiche
Mit Stand von 2021 halten enercity und die EWE aus Oldenburg jeweils 50 Prozent Anteile an HTP. Die Geschäftsführer von HTP sind Thomas Heitmann und Karsten Schmidt.
| Jahr                   | 2012 | 2013 | 2014 | 2015 | 2016 | 2017 | 2018 | 2019 | 2020  | 2021  |
| ---------------------- | ---- | ---- | ---- | ---- | ---- | ---- | ---- | ---- | ----- | ----- |
| Umsatzerlöse in Mio. € | 57,2 | 57,7 | 59,9 | 63,9 | 66,1 | 68,5 | 70,3 | 89,9 | 100,6 | 101,2 |

Die Dienstleistungen des Unternehmens umfassen das Netzgeschäft (Übertragungswege und IP-basierte Kundennetze) sowie den Bereich Telefonie, Internet, Serverhousing, Glasfaseranschlüsse, Fernsehen und Mobilfunk für Geschäfts- und Privatkunden.

## Mitgliedschaften
HTP ist Mitglied
- im Bundesverband Breitbandkommunikation.[24]
- der DENIC[25].